# آديونا
آديونا (بالإنجليزية: Adeona)‏ في الميثولوجيا الرومانية هي إلهة العبور. وهي التي ترشد الطفل للعودة إلى المنزل بعد أن يترك منزل أهله لأول مرة.